# لارس فون ترايير
لارس فون ترايير (بالدنماركية:Lars von Trier) (ولد باسم لارس ترايير في 30 أبريل 1956) مخرج أفلام دنماركي، ومرشح لجائزة الأوسكار، وكاتب سيناريو ومصور سينمائي.
عرف كونه مؤسس لحركة سينمائية طليعية نشطت بين عامي 1995 و2005، عرفت باسم دوغما 95 "Dogme 95" رغم أن أفلامه أخذت منهجا متنوعا مخالفا. وتعتبر ثلاثية أوروبا "Europa" من أشهر أفلامه.
عرف لارس فون تراير بأفلامه الصادمة للمشاهد، وقد عبر عن سعادته بالخصوص في حوار صحفي لمجلة فيلم الدنماركية (العدد 66) «بأنه سعيد باقتصار معجبي أفلامه على فئة معينة وليس عموم مشاهديها».

## سيرة
ولد لارس ترايير في كوبنهاغن لوالدين يعملان في مجال الخدمات الاجتماعية. في العام 1979 انضم إلى مدرسة السينما الدانماركية، وخلال فترة دراسته أخرج أفلام Nocturne في العام 1980 وصورة التحرير "Befrielsesbilleder"، كلا الفيلمين حازا على جوائز أفضل فيلم في مهرجان ميونخ السينمائي، إضافة لفيلم التفصيل الأخير "Den sidste detalje".
أطلق عليه زملائه في مدرسة السينما لقب "von Trier"، في إضافة للقب فون والذي يجسد أحد ألقاب النبل.

## ثلاثية أوروبا
بعيد تخرجه بدأ العمل في ثلاثية أوروبا والذي بدأ بدراما سفاح متسلسل مختل عقليا في Forbrydelsens element «عنصر جريمة» العام 1984. الفيلم رشح لعدة جوائز بينها جائزة السعفة الذهبية في مهرجان كان السينمائي. ونال في المهرجان ثلاث جوائز هي جائزة لجنة التحكيم الخاصة وجائزة أفضل مساهمة فنية وجائزة التقنية العالية، كما سجل انحرافا واضحا عن خط السينما الدنماركية المعتادة.
تبع الفيلم الأول الجزء الثاني والذي حمل عنوان وباء "Epidemic" في العام 1987، والذي شارك أيضا في المسابقة الرسمية لمهرجان كان، الفيلم من أفلام الخيال العلمي وتدور قصته حول انتشار في المستقبل لوباء الطاعون.
للتلفزيون أخرج لارس فيلم مديه Medea العام 1988. وفي العام 1995 ختم ثلاثية-أوروبا بفيلم أوروبا والذي فاز بالسعفة الذهبية في مهرجان كان السينمائي في نفس العام، وحاز عددا من الجوائز في عدد من المهرجانات الرئيسية الأخرى.

## فيلموغرافيا
في العام 2000 أخرج ترايير فيلم «رقص في الظلام» من بطولة الموسيقية الإيسلندية بيورك. الفيلم حاز جائزة السعفة الذهبية في كان، فيما فازت أغنية الفيلم I've Seen It All التي أدتها بيورك وقام بكتابتها ترايير بجائزة الأوسكار كأفضل أغنية.
ومن أبرز أفلامه السينمائية:
- The Element of Crime 1984, الجزء الأول من ثلاثية أوروبا
- Epidemic 1987, الجزء الثاني من ثلاثية أوروبا
- Europa / Zentropa 1991, الجزء الثالث من ثلاثية أوروبا
- Breaking the Waves' 1996, الجزء الأول من ثلاثية غولدن هارت
- Idioterne / The Idiots 1998, الجزء الثاني من ثلاثية غولدن هارت
- Dancer in the Dark 2000, الجزء الثالث من ثلاثية غولدن هارت
- Dogville 2003, الجزء الأول من ثلاثية يو إس إيه: أرض الفرصة
- De fem benspænd / The Five Obstructions 2003
- Manderlay 2005, الجزء الثاني من ثلاثية يو إس إيه: أرض الفرصة
- Direktøren for det hele / The Boss of It All 2006
- De unge år: Erik Nietzsche sagaen del 1 2007 سيناريو لارس فون ترايير وإخراج جاكوب ثوسن.
- Antichrist 2009
- Wasington shelved indefinitely, الجزء الثالث من ثلاثية يو إس إيه: أرض الفرصة

## أبرز الأفلام التلفزيونية
- Medea 1988
- Riget / The Kingdom 1994
- Riget II / The Kingdom II 1997
- D-Dag 2000

## أفلام قصيرة
- The Orchid Gardener 1977
- Menthe - La bienheureuse 1979
- Nocturne 1980
- Den sidste detalje / The Last Detail 1981
- Befrielsesbilleder / Images of a Relief 1982
- Chacun son cinéma / To Each His Own Cinema 2007